# Lara de Wit
Lara de Wit, född 6 juni 1983 i Durban, är en australisk pianist och violinist.
Lara de Wit föddes i Durban i Sydafrika och som barn flyttade familjen till Sydney i New South Wales i Australien. Lara de Wit var pianist/repetitör för Opera Australia och uppträdde i Operahuset i Sydney 2011–2015. Efter 2015 har hon jobbat som musiklärare i Sydney.
I gamingkretsar är hon känd under artistnamnet "lara6683" genom att hon har sjungit och spelat musik på Twitch och Youtube. År 2020 hade hon 323 000 prenumeranter på Youtube och 211 371 följare på Twitch.
I början av 2012 inbjöds hon, tillsammans med YouTube-musikerna Taylor Davis och Kyle Landry, till Electronic Entertainment Expo.